# Trygve Pedersen
Trygve Bjarne Pedersen (Oslo, 26 de juny de 1884 - Oslo, 13 d'agost de 1967) va ser un regatista noruec que va competir a començaments del segle xx.
El 1920 va prendre part en els Jocs Olímpics d'Anvers, on va guanyar la medalla de bronze en els 6 metres (1907 rating) del programa de vela, a bord del Stella, junt a Henrik Agersborg i Einar Berntsen.